# Douglas Cooper (historiador del arte)
(Arthur William) Douglas Cooper, que también publicó trabajos bajo el nombre de Douglas Lord (20 de febrero de 1911-1 de abril de 1984) fue un historiador, crítico y coleccionista de arte británico, sobre todo de obras cubistas.

## Origen
A principio del siglo XIX, los antepasados de Cooper emigraron a Australia, donde hicieron una considerable fortuna, sobre todo en forma de propiedades en Sídney. Su tatarabuelo, sir Daniel Cooper, se convirtió en miembro de la asamblea legislativa de Nueva Gales del Sur. En 1863 lo nombraron baronet, y comenzó a dividir su tiempo entre Australia e Inglaterra, donde falleció. Su hijo y nieto también se trasladaron al Reino Unido, y en los años 20 vendieron sus propiedades australianas, con gran disgusto de Douglas.
La madre de Douglas procedía de la aristocracia inglesa. Su pareja y biógrafo John Richardson consideró que su pesar por la exclusión social a la que la nobleza rural sometió a su familia era una característica definitoria de Cooper, y explicaba sobre todo su anglofobia. Cooper nunca visitó Australia, pero aventuraba que podría haber sido concebido allí durante el viaje de novios de sus padres.

## Educación
En su adolescencia, su erudito tío Gerald Cooper lo llevó de viaje a Montecarlo, donde Cooper tuvo ocasión de presenciar una actuación de la compañía de ballet de Serguéi Diáguilev: su biógrafo relaciona este hecho con su trabajo Picasso et le Théatre. Asistió a la Repton School y al Trinity College de Cambridge, donde se graduó en 1930. A los 21 años, una herencia le permitió estudiar historia del arte en la universidad de la Sorbona de París y en la de Friburgo (Alemania).

## Negocios de arte
En 1933 se convirtió en socio de la Mayor Gallery de Londres, con la intención de exponer trabajos de Picasso, Léger, Miró y Klee en colaboración con marchantes de arte parisinos como Daniel-Henry Kahnweiler y Pierre Loeb. Pero esta asociación no duró mucho tiempo y acabó de forma poco amistosa. Cooper recibió varias obras de arte como pago por la disolución.
Cooper atribuyó este fracaso en gran parte a la política conservadora de la Tate Gallery: según Richardson, su resentimiento fue el catalizador de la estructura de su propia colección, que debía probar el atraso de dicho museo. Cuando estalló la II Guerra Mundial, Cooper había invertido un tercio de su herencia en la adquisición de 137 obras cubistas, algunas de ellas obras maestras, obtenidas en parte con la ayuda del coleccionista y marchante Gottlieb Reber

## Carrera militar
Cooper no era apto para el servicio militar regular a causa de una herida en el ojo, por lo que cuando comenzó la II Guerra Mundial eligió unirse a una unidad médica militar estacionada en París y comandada por el mecenas del arte Etienne de Beaumont, que había negociado obras de Picasso y Braque, entre otros. Su relato del traslado de soldados heridos a Burdeos para ser enviados a Plymouth tuvo bastante repercusión cuando él y su copiloto C. Denis Freeman lo publicaron en 1941 (The Road to Bordeaux). Por esta acción, el gobierno francés le concedió la Médaille militaire.
De vuelta en Liverpool, Cooper fue detenido, acusado de ser un espía, por llevar uniforme francés, ir indocumentado y comportarse de forma inadecuada, algo que nunca perdonó a sus compatriotas. Más tarde se unió a la unidad de inteligencia de la RAF y fue enviado a Egipto como interrogador, trabajo que desempeñó con gran eficacia, entre otras razones por su capacidad de hablar el Hochdeutsch (alemán estándar). En Egipto disfrutó de una profusa vida social.

## Arte saqueado por los nazis
Tras una corta estancia en Malta, fue asignado a una unidad que intentaba investigar el arte robado por los nazis, la Royal Air Force Intelligence, British Element, Monuments, Fine Arts, and Archives (MFAA). Tuvo grandes éxitos, de los cuales el más importante fue el descubrimiento de los documentos Schenker, que hicieron posible probar que galeristas parisinos, coleccionistas suizos y expertos y museos alemanes, sobre todo el  Museo Folkwang de Essen estuvieron intensamente involucrados en el saqueo de propiedades judías y arte degenerado, además de crear colecciones para Hitler y Hermann Göring (Schenker era la empresa de transportes que enviaba arte a Alemania, y tenía unos registros excelentes).
También sorprendió a los investigadores del MFAA su detallada investigación sobre el comercio de arte en Suiza durante la guerra, en la que reveló que muchos marchantes y coleccionistas estaban implicados en el tráfico de arte saqueado. Cooper estuvo todo el mes de febrero de 1945 actuando como emisario del MFAA y la organización francesa equivalente, interrogando marchantes y coleccionistas que habían negociado con los nazis, en concreto a Theodor Fischer, de la Galería Fischer, que en 1939 había gestionado la venta de obras de arte «degeneradas» que los nazis habían confiscado.
Estaba especialmente orgulloso de haber encontrado y arrestado a Carl Montag, uno de los consejeros de arte de Hitler, que había reunido una importante colección de arte para el führer, sobre todo con bienes robados, y estaba implicado en la liquidación de la galería parisina Bernheim-Jeune. Montag fue liberado rápidamente, para sorpresa de Cooper, que volvió a detenerlo, aunque tuvo que ver como volvía a quedar en libertad gracias a su amistad con Winston Churchill, que se negaba a creer que su viejo amigo y profesor hubiera cometido actos reprobables.

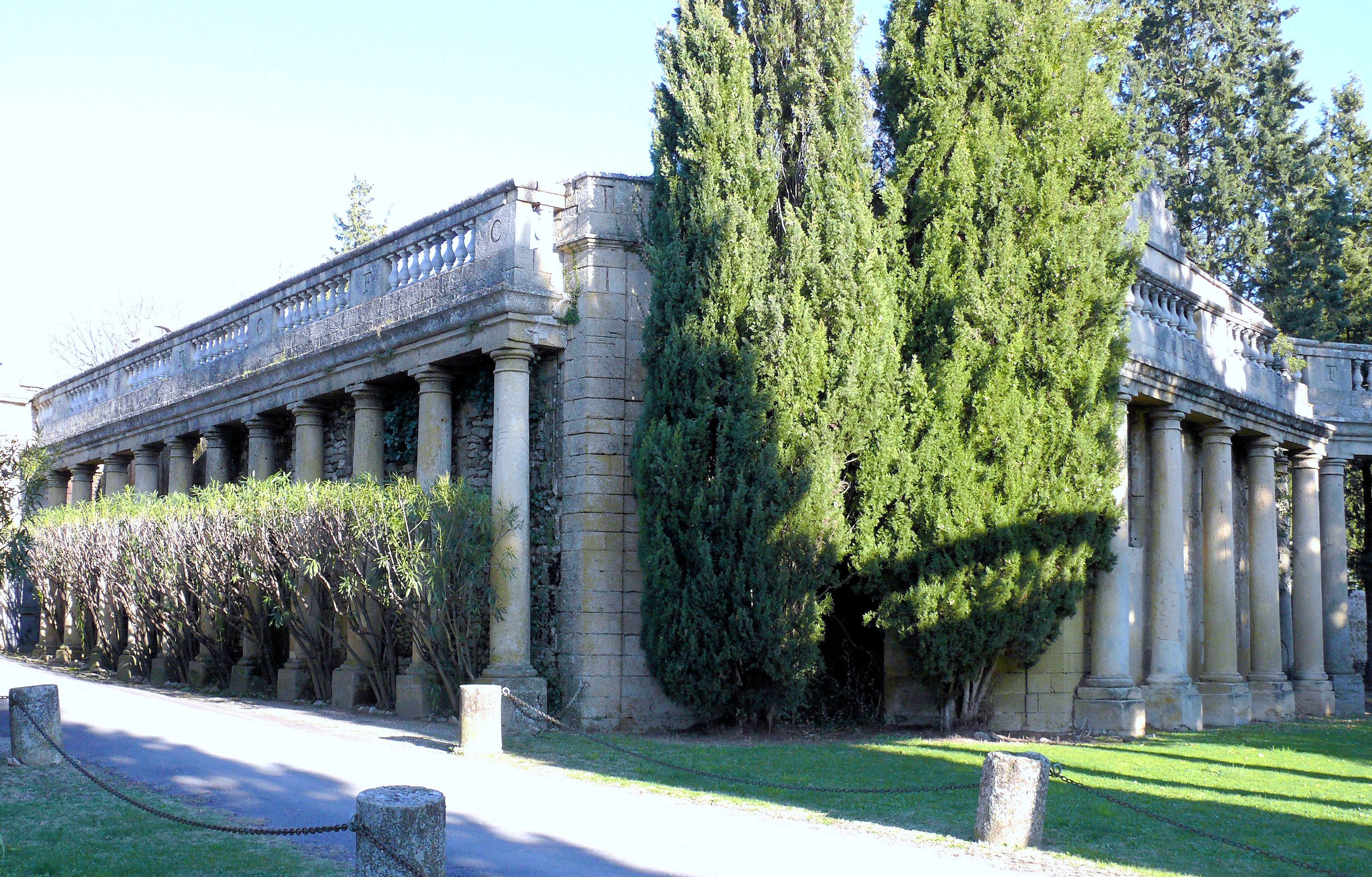
Columnata de entrada en el castillo de Castille, (Argilliers)

## Provenza
Tras la II Guerra Mundial, Cooper volvió al Reino Unido, pero no pudo instalarse en su país natal y se trasladó al sur de Francia, donde en 1950 compró el castillo de Castille, cerca de Aviñón, el lugar adecuado para exponer su impresionante colección de arte, que siguió ampliando con nuevos artistas como Klee y Miró. Durante los años siguientes, por su casa pasaron historiadores del arte, coleccionistas, galeristas y artistas, convirtiéndola en un epicentro del cubismo.
Léger y Picasso eran invitados habituales, y este último acabó formando una parte importante de su vida. Cooper consideraba a Picasso el único genio del siglo XX, y se convirtió en un gran promotor del artista. Picasso intentó en varias ocasiones convencer a Cooper de que le vendiera su castillo, pero no llegaron a un acuerdo y en 1958, Cooper recomendó al artista la adquisición del castillo de Vauvenargues.

## Relación con John Richardson
En 1950 conoció al historiador de arte John Richardson, que fue su pareja los siguientes 10 años. Richardson se trasladó en 1952 a Provenza, al sur de Francia, cuando Cooper compró el castillo de Castille en los alrededores de Aviñón y transformó el arruinado edificio en un museo privado de cubismo primitivo. Cooper conocía bien los ambientes artísticos de París anteriores a la II Guerra Mundial y al reunir su propia colección conoció personalmente a muchos artistas. En esa época la pareja inició una estrecha amistad con Picasso, Léger y Nicolas de Staël. Richardson se interesó por los retratos de Picasso, y planteó la creación de una publicación, que 20 años después se materializó en su biografía de Picasso titulada A Life of Picasso. In 1960, Richardson rompió con Cooper y se trasladó a Nueva York.

## Escritos
Cooper publicaba con frecuencia en The Burlington Magazine y escribió numerosas monografías y catálogos sobre artistas del siglo XIX, entre ellos Degas, van Gogh y Renoir, Pero también sobre los cubistas que coleccionaba. Fue uno de los primeros críticos en escribir sobre arte moderno con la misma erudición que se dedicaba a los artistas antiguos: en los años anteriores a la II Guerra Mundial fue pionero en este tema. Cuando en 1954 se publicó su catálogo de la exposición The Courtauld Collection, The Times dijo de él:
No es fácil pensar en otro crítico que haya aplicado tan coherentemente a la pintura moderna la erudición que se suele utilizar en el estudio de obras de un pasado más distante
THE TIMES: Benefactor of Art: Courtauld and His Collection
Su trabajo más importante es probablemente el catálogo razonado de Juan Gris, que le costó 40 años completar y se publicó en 1978, seis años antes de su muerte. Ocupó la cátedra Slade de Bellas Artes de la Universidad de Oxford de 1957 a 1958 y fue profesor invitado en el Bryn Mawr College y el Instituto de Arte Courtauld en 1961.

## Valoración
Cooper es un importante experto en arte del siglo XX, aunque fue una figura controvertida por su conflictividad y su enorme necesidad de ser el centro de la atención pública. Se le acusó no solo de plagio e inexactitudes en sus trabajos,, sino también de «ética flexible» y de «cultivar polémicas igual que cultiva amigos».
Cooper no solo colaboró con The Burlington Magazine como autor, sino que también formó parte de su junta directiva y poseía acciones. De hecho, intentó forzar la dimisión del editor Benedict Nicolson, aunque no tuvo éxito. En la década de 1950, atacó a John Rothenstein, director de la Tate Gallery por no apoyar el arte moderno, intentando que fuera despedido. Incluso consiguió enojar tanto a Picasso que el pintor lo excluyó de su círculo, después de que en torno a 1970, Cooper lo presionara para que legalizara a sus hijos.

## Infortunios
En 1961, Cooper fue hallado en una carretera en las cercanías de Nimes gravemente herido. Cuando iba de camino a la oficina de correos de Nimes para enviar un artículo sobre el nacimiento de Picasso a un periódico londinense, había parado en un barrio de mala reputación donde recogió a un joven fellaga argelino (guerrilleros de la resistencia contra las fuerzas francesas de ocupación) que había estado internado en un campo cercano. El chico atracó a Cooper con un cuchillo y le infligió varios navajazos en el vientre. Cooper pudo salvar su vida, y el atracador fue arrestado, aunque alegó que se había defendido de una agresión sexual.
En 1974, unas 20 pequeñas pinturas de Picasso, Braque y Gris desaparecieron de su casa. Cooper despidió irreflexivamente a su gobernanta, lo que provocó que sus vecinos le perdieran el respeto. Por motivos de seguridad, el crítico trasladó su residencia a Montecarlo, donde llevó una vida apartada de la sociedad.

## Últimos años
En el verano de 1965, Cooper organizó una gran exhibición en Toulouse titulada Picasso et le Théatre con el acuerdo del pintor, y dos años después publicó un libro sobre este tema. No obstante, no le gustaban los últimos trabajos de Picasso, como dejó claro en una carta al editor publicada en la revista de arte Connaissance des Arts tras la muerte del artista en 1973:
Creo que puedo dar por sentado que soy uno de los admiradores serios de la obra de Picasso capaz de alabar su trabajo. Por tanto, he contemplado estas pinturas extensivamente. Pero solo son garabatos incoherentes realizados por un viejo chocho en la antesala de la muerte. Esto hay que decirlo para que conste.
– DOUGLAS COOPER, Connaissance des Arts, n.º 257, julio de 1973
Aunque parece que al final de su vida quiso reconciliarse con la Tate Gallery (en 1983 organizó la exposición Essential Cubism para la Tate), nunca consiguió vencer su aversión a Inglaterra. Nunca valoró ninguna pieza de arte producida en su país natal, y en 1980, en una carta al editor de The Times, declaró
No puedo ver nada en el trabajo de ningún artista británico del siglo XX que me incline ─juzgando, claro está, según los estándares internacionales y eternos de éxito─ a reconocer un talento creativo destacado. A mis ojos, la obra de todos ellos parece mediocre, poco inspirada y no especialmente compentente.
– DOUGLAS COOPER, carta al editor. The Times (Londres, Reino Unido), 28 de febrero de 1980.
En 1977 donó su mejor obra de Juan Gris, el Retrato de Josette (1916), al Museo del Prado de Madrid, que en agradecimiento lo nombró miembro de su Patronato, convirtiéndose en el primer extranjero que recibía este honor. En su testamento, Cooper donó varias obras más al museo del Prado y al Museo de Arte de Basilea. Por el contrario, la Tate Gallery no recibió ningún legado de su parte. Cooper murió el 1 de abril de 1984, dejando un catálogo razonado imcompleto sobre Paul Gauguin y su colección de arte a su hijo adoptivo William McCarty Cooper, que había adoptado de acuerdo a la ley francesa con el fin de privar a su familia o a cualquier otra persona de su herencia. Su legado literario se conserva en el Instituto Getty de Los Ángeles (California).